# Tamara Feldman
Tamara Feldman (* 5. Dezember 1980 in Wichita, Kansas) ist eine US-amerikanische Schauspielerin. Sie ist auch unter dem Namen Amara Zaragoza bekannt.

## Filmografie (Auswahl)

### Filme
- 2005: Romy und Michele: Hollywood, wir kommen! (Romy and Michele: In the Beginning, Fernsehfilm)
- 2006: Hatchet
- 2007: Verführung einer Fremden (Perfect Stranger)
- 2008: Something’s Wrong in Kansas
- 2008: Rez Bomb
- 2009: Die Echelon-Verschwörung (Echelon Conspiracy)
- 2011: Alyce – Außer Kontrolle (Alyce)
- 2012: Bloodwork
- 2014: A Woman Called Job

### Fernsehserien
- 2002: Smallville (Folge 2x10: Skinwalkers)
- 2004: Like Family (Folge 1x18: Blackout)
- 2004: Jake 2.0 (Folge 1x13)
- 2005: Boston Legal (2 Folgen)
- 2006: Monk (Folge 5x08: Mr. Monk muss auf ein Rockkonzert)
- 2006: Supernatural (Folge 2x04: Spiel nicht mit toten Dingen)
- 2007–2009: Dirty Sexy Money (6 Folgen)
- 2008–2009, 2012: Gossip Girl (6 Folgen)
- 2009: CSI: NY (Folge 5x14)
- 2009: Life (Folge 2x15: Dachschaden)
- 2009: Royal Pains (2 Folgen)
- 2009: One Tree Hill (Folge 7x05: Trügerisches Herz)
- 2012: Drop Dead Diva (Folge 4x10)
- 2012–2013: The Mob Doctor (2 Folgen)
- 2013: Switched at Birth (Folge 2x18)
- 2014: CSI: Vegas (Folge 15x11)
- 2018–2019: Strange Angel (13 Folgen)
- 2021–2022: Walker (12 Folgen)